# Carouselambra
Carouselambra är en låt av Led Zeppelin på albumet In Through the Out Door från 1979. Låten är skriven av Robert Plant, Jimmy Page och John Paul Jones. Namnet Carouselambra kommer från att första delen av låten påminner om karusellmusik. Den spelades aldrig live av gruppen.